# Schizoretepora tessellata
Schizoretepora tessellata is een mosdiertjessoort uit de familie van de Phidoloporidae. De wetenschappelijke naam van de soort is, als Retepora tessellata, voor het eerst geldig gepubliceerd in 1878 door Hincks.